# Loi de modification de la loi sur l'initiative législative populaire
Lire en ligne

(ca) LLEI 7/2014, del 25 de juny, de modificació de la Llei 1/2006, del 16 de febrer, de la iniciativa legislativa popular.

La loi de modification de la loi sur l'initiative législative populaire (en catalan Llei de modificació de la llei de la iniciativa legislativa popular) est une loi adoptée par le Parlement de Catalogne, promulguée le 25 juin 2014. Elle réforme la procédure de l'initiative législative populaire (ILP) pour garantir que les propositions soient examinées par le Parlement dans un délai raisonnable, et pour accroître la participation de leurs auteurs à la procédure législative.
La loi, issue d'une proposition du Parti des socialistes de Catalogne (PSC), est adoptée par le Parlement à l'unanimité le 11 juin 2014.

## Contexte
L'initiative législative populaire (ILP) a été créée en droit catalan par la loi sur l'initiative législative populaire de 1995, et réformée par une nouvelle loi de 2006. Elle permet à 50 000 citoyens de déposer une proposition de loi au Parlement de Catalogne. Entre 1995 et 2013, 26 ILP ont été enregistrées, dont quatre ont abouti à l'approbation d'une loi par le Parlement. La procédure souffre cependant d'un défaut : aucun délai n'est prévu pour l'examen d'une ILP, de sorte que certaines propositions deposées au Parlement peuvent demeurer en attente pendant plusieurs années.
La réforme de la loi sur l'initiative législative populaire est une revendication du Parti des socialistes de Catalogne (PSC) dans son programme électoral pour les élections au Parlement de Catalogne de 2012. Le PSC défend le développement de la démocratie participative pour offrir une alternative au programme des partis nationalistes et indépendantistes, qui proposent d'organiser une consultation des citoyens sur l'indépendance de la Catalogne.

## Adoption
Le Parti des socialistes de Catalogne (PSC), dans l'opposition au Parlement, présente en février 2013 une proposition de loi pour réformer l'initiative législative populaire, qui vise à garantir que les ILP déposées au Parlement soient inscrites à l'ordre du jour dans un délai raisonnable,.
La proposition de loi est débattue par Parlement le 10 avril 2013. Convergence et Union (CiU), qui avait annoncé qu'elle se prononcerait contre le texte, retire son amendement de rejet, de sorte que le texte ne rencontre aucune opposition des groupes politiques,.
La proposition de loi est examinée en commission parlementaire au cours de l'année 2013.  La rapporteuse de la proposition est la députée du PSC Eva Granados. La principale mesure proposée par le PSC, qui consiste à contraindre le Parlement à examiner les initiatives législatives populaires qui lui sont soumises dans un délai de trois mois, recueille l'accord de tous les groupes politiques, à l'exception de CiU, qui propose de fixer ce délai à la durée de la session parlementaire. Les autres changements proposés, sur le renforcement du rôle des auteurs d'une ILP, ne soulèvent pas d'opposition.
Les groupes politiques parviennent à un consensus sur la quasi-totalité du texte. Ils s'accordent pour fixer au Parlement un délai de quatre mois pour examiner les futures ILP, et de six mois pour celles qui sont déjà en attente d'examen, ainsi que pour accroître la participation de leurs auteurs à la procédure législative,.
La loi est approuvée par le Parlement à l'unanimité le 11 juin 2014,.

## Contenu
La loi modifie la loi sur l'initiative législative populaire de 2006.
Elle prévoit que les initiatives législatives populaires (ILP); déclarées recevables par le Parlement de Catalogne après avoir obtenu les 50 000 soutiens nécessaires, doivent faire l'objet d'un débat de totalité dans un délai maximum de quatre mois. Les ILP déposées avant l'entrée en vigueur de la loi seront débattues dans un délai de six mois,.
La loi accroît la participation des auteurs d'une ILP dans la procédure législative : ils peuvent prendre la parole une deuxième fois au cours du débat de totalité pour une réponse aux objections des groupes politiques, proposer des auditions, assister aux travaux des commissions parlementaires, et prendre la parole lors du débat final en session plénière,.
La loi amende également le régime des ILP pour faciliter leur adéquation avec le calendrier budgétaire, étendre le rôle de conseil des services juridiques du Parlement, et promouvoir le recours à la signature électronique.

## Application
Au moment de l'approbation de la loi de modification de la loi sur l'initiative législative populaire, quatre ILP sont en cours ou en attente d'examen par le Parlement de Catalogne.
Parmi celles-ci, la ILP sur le revenu garanti de citoyenneté, déposée en 2013 et qui propose d'instaurer un revenu de base, a déjà été débattue par le Parlement en mars 2014.
Les trois autres propositions, qui n'avaient pas été inscrites à l'ordre du jour malgré le dépôt des soutiens nécessaires au Parlement, sont effectivement examinées dans les mois suivants :
- la ILP sur le logement, initiée en mars 2007 et déposée en juin 2008[10], est débattue en janvier 2015, soit sept ans plus tard[11].
- la ILP sur la loi électorale, déposée en février 2010[12], est débattue en février 2015, soit cinq ans plus tard. Seul le Parti populaire catalan (PPC) s'oppose à la proposition, qui est versée aux débats en cours sur la réforme électorale[13].
- la ILP sur le paiement des aides aux personnes très dépendantes, déposée en février 2014, est débattue en février 2015, soit un an plus tard. Seule Convergence et Union (CiU) s'oppose à la proposition, qui recueille le soutien de tous les autres groupes[14].